# Чемпіонат України з легкої атлетики в приміщенні 2004
Чемпіонат України з легкої атлетики в приміщенні 2004 серед дорослих був проведений 21-22 лютого в Сумах в манежі Української академії банківської справи.
Першість з легкоатлетичних багатоборств була окремо розіграна 14-15 лютого в Сумах.

## Призери

### Чоловіки
| Дисципліни                | Золото                                      | Золото  | Срібло                                   | Срібло  | Бронза                                                                  | Бронза  |
| ------------------------- | ------------------------------------------- | ------- | ---------------------------------------- | ------- | ----------------------------------------------------------------------- | ------- |
| 60 метрів                 | Анатолій Довгаль Харківська область         | 6,66    | Костянтин Рурак Запорізька область       | 6,67    | Костянтин Васюков Донецька область                                      | 6,81    |
| 200 метрів                | Дмитро Глущенко Харківська область          | 20,97   | Михайло Книш Вінницька область           | 21,74   | Костянтин Васюков Донецька область                                      | 22,04   |
| 400 метрів                | Володимир Демченко Дніпропетровська область | 47,22   | Володимир Рибалка Київ                   | 47,58   | Михайло Дмитрієв Запорізька область                                     | 47,84   |
| 800 метрів                | Олег Лобанов Київ                           | 1.50,71 | Віталій Подакін Житомирська область      | 1.52,11 | Євген Потребенко Луганська область                                      | 1.52,19 |
| 1500 метрів               | Вадим Слободенюк Рівненська область         | 3.49,82 | Костянтин Нагорний Тернопільська область | 3.50,92 | Сергій Шияновський Сумська область                                      | 3.54,00 |
| 3000 метрів               | Дмитро Барановський Київська область        | 8.01,54 | Іван Бабарика Дніпропетровська область   | 8.06,36 | Ігор Гелетій Івано-Франківська область                                  | 8.06,85 |
| 60 метрів з бар'єрами     | Сергій Демидюк Київ                         | 7,73    | Денис Кожемякін Харківська область       | 7,91    | Володимир Овчаров Київ                                                  | 7,92    |
| 3000 метрів з перешкодами | Сергій Редько Луганська область             | 8.37,64 | Андрій Мельников Хмельницька область     | 8.48,17 | Анатолій Харковець Рівненська область                                   | 8.48,40 |
| Стрибки у висоту          | Андрій Соколовський Вінницька область       | 2,28    | Дмитро Дем'янюк Львівська область        | 2,26    | Артем Козбанов Дніпропетровська областьВіктор Шаповал Львівська область | 2,15    |
| Стрибки з жердиною        | Денис Юрченко Донецька область              | 5,75    | Олександр Корчмід Київська область       | 5,65    | Максим Мазурик Донецька область                                         | 5,50    |
| Стрибки у довжину         | Володимир Зюськов Донецька область          | 8,13    | Валерій Васильєв Сумська область         | 8,07    | Олексій Лукашевич Дніпропетровська область                              | 7,97    |
| Потрійний стрибок         | Микола Саволайнен Київ                      | 17,03   | Віктор Ястребов Київська область         | 16,71   | Євген Семененко Харківська область                                      | 16,56   |
| Штовхання ядра            | Євген Яковенко Київська область             | 17,18   | Андрій Мартинов Одеська область          | 17,04   | Михайло Гресько Івано-Франківська область                               | 16,88   |
| Семиборство               | Сергій Рябчун Харківська область            | 5519    | Сергій Блонський Київська область        | 5514    | Ігор Мартиновський Білорусь                                             | 5433    |

### Жінки
| Дисципліни                | Золото                                    | Золото  | Срібло                                   | Срібло  | Бронза                               | Бронза  |
| ------------------------- | ----------------------------------------- | ------- | ---------------------------------------- | ------- | ------------------------------------ | ------- |
| 60 метрів                 | Ірина Кожемякіна Дніпропетровська область | 7,29    | Анжела Кравченко Донецька область        | 7,30    | Тетяна Ткаліч Харківська область     | 7,34    |
| 200 метрів                | Наталія Пигида Київська область           | 23,33   | Марина Майданова Харківська область      | 23,56   | Олена Чебану Харківська область      | 24,32   |
| 400 метрів                | Наталія Пигида Київська область           | 52,43   | Наталія Макух Миколаївська область       | 53,22   | Оксана Ілюшкіна Миколаївська область | 54,02   |
| 800 метрів                | Тетяна Петлюк Київ                        | 2.02,98 | Галина Місірук Запорізька область        | 2.05,51 | Юлія Кревсун Донецька область        | 2.08,25 |
| 1500 метрів               | Наталія Тобіас Донецька область           | 4.13,74 | Неля Непорадна Івано-Франківська область | 4.15,76 | Анна Міщенко Київ                    | 4.33,47 |
| 3000 метрів               | Марина Дуброва Київ                       | 9.29,31 | Наталія Тобіас Донецька область          | 9.29,85 | Світлана Нехорош Донецька область    | 9.38,15 |
| 60 метрів з бар'єрами     | Тетяна Ладовська Київська область         | 8,31    | Марина Брезгіна Харківська область       | 8,36    | Євгенія Снігур Харківська область    | 8,40    |
| 2000 метрів з перешкодами | Валерія Мара АР Крим                      | 6.30,57 | Інна Лебедєва Київ                       | 6.34,22 | Марина Микита Донецька область       | 6.36,81 |
| Стрибки у висоту          | Віта Стьопіна Миколаївська область        | 1,98    | Віта Паламар Київ                        | 1,94    | Ірина Михальченко Київ               | 1,94    |
| Стрибки з жердиною        | Наталія Кущ Донецька область              | 4,30    | Анжела Балахонова Київ                   | 4,20    | Людмила Вайленко Донецька область    | 4,20    |
| Стрибки у довжину         | Олена Шеховцова Київ                      | 6,55    | Катерина Чернявська Харківська область   | 6,41    | Ганна Демидова Миколаївська область  | 6,32    |
| Потрійний стрибок         | Олена Говорова Київ                       | 14,38   | Катерина Чернявська Харківська область   | 13,78   | Марина Самборська Київ               | 13,70   |
| Штовхання ядра            | Вікторія Павлиш Київська область          | 20,73   | Олена Дементій Київська область          | 17,37   | Оксана Захарчук Київська область     | 16,79   |
| П'ятиборство              | Наталія Добринська Вінницька область      | 4602    | Марина Брезгіна Харківська область       | 4512    | Ганна Мельниченко Полтавська область | 4023    |